# 張鸞 (成化進士)
張鸞（1446年—1519年），字應祥，號東川，陝西西安府咸寧縣人，民籍，明朝政治人物。

## 生平
成化四年（1468年）戊子科陝西鄉試第十五名舉人，十七年（1481年）辛丑科三甲第八十五名進士。授大名縣知縣，調南樂縣知縣，二十三年（1487年）五月升山西道監察御史，丁憂。服闋，弘治三年（1490年）十月起復原職，五年（1492年）巡視居庸關、紫荊關，七年（1494年）巡按四川，八年（1495年）八月揭發馬湖府土知府安鰲罪行，使其伏誅，回京後，十一月因未能檢舉失儀官員被廷杖二十，十二年（1499年）五月升浙江按察司副使，巡視海道，十七年（1504年）十一月升大理寺左少卿，正德二年（1507年）八月任都察院左副都御史，清理軍職貼黃，十一月改大理寺卿，三年（1508年）八月升刑部左侍郎，忤劉瑾，四年（1509年）七月致仕歸里，十四年（1519年）四月卒於家。

## 家族
曾祖張景德；祖父張惟義；父張約，字禹信。前母李氏、趙氏；繼母王氏。異母兄張泰、張臻（1431年-1505年，字仲毅，號西張，七品散官，揚州鹽商），同母兄張鳳，異母弟張騫。